# Saint-Eugène (Charente-Maritime)
Saint-Eugène – miejscowość i gmina we Francji, w regionie Nowa Akwitania, w departamencie Charente-Maritime.
Według danych na rok 1990 gminę zamieszkiwało 319 osób, a gęstość zaludnienia wynosiła 19 osób/km² (wśród 1467 gmin regionu Poitou-Charentes Saint-Eugène plasuje się na 698. miejscu pod względem liczby ludności, natomiast pod względem powierzchni na miejscu 504.).